# Gobovšek (Pšata)
Gobovšek je potok, ki izvira v okolici vasi Pšata pri Domžalah in se kot zadnji levi pritok priključi reki Pšata, ta pa se kasneje izliva v Kamniško Bistrico.